# Kohlenstofffaserverstärkter Kunststoff
| Eigenschaften | Eigenschaften |
| --- | ------------- |
| Fasertyp: Kohlenstofffaser HT Matrixtyp: Epoxidharz Faservolumenanteil 60 % Alle Werte sind typische Durchschnittswerte |               |
| Grundelastizitätsgrößen                                                                                                 |               |
| {\displaystyle E_{\\|}}                                                                                                 | 140 000 N/mm² |
| {\displaystyle E_{\perp }}                                                                                              | 12 000 N/mm²  |
| {\displaystyle G_{\perp \\|}}                                                                                           | 5 800 N/mm²   |
| {\displaystyle G_{\perp \perp }}                                                                                        | 5 400 N/mm²   |
| {\displaystyle \nu _{\\|\perp }}                                                                                        | 0,26          |
| Dichte |               |
| {\displaystyle \rho }                                                                                                   | 1,5 g/cm³     |
| Grundfestigkeiten |               |
| {\displaystyle R_{\\|}^{+}}                                                                                             | 2 000 N/mm²   |
| {\displaystyle R_{\\|}^{-}}                                                                                             | 1 500 N/mm²   |
| {\displaystyle R_{\perp }^{+}}                                                                                          | 70 N/mm²      |
| {\displaystyle R_{\perp }^{-}}                                                                                          | 230 N/mm²     |
| {\displaystyle R_{\perp \\|}}                                                                                           | 90 N/mm²      |
| Wärmeausdehnungskoeffizienten                                                                                           |               |
| {\displaystyle \alpha _{\\|}}                                                                                           | 0,2·10−6 K−1  |
| {\displaystyle \alpha _{\perp }}                                                                                        | 30·10−6 K−1   |

Kohlenstofffaserverstärkter Kunststoff, auch carbonfaserverstärkter Kunststoff (CFK), verkürzt  auch Kohlefaser, Carbon oder Karbon, ist ein Verbundwerkstoff, bei dem Kohlenstofffasern in eine Kunststoff-Matrix eingebettet sind. Die Matrix dient zur Verbindung der Fasern sowie zum Füllen der Zwischenräume. Meist wird als Matrix der Werkstoff Epoxidharz gewählt. Es sind aber auch andere Duroplaste oder auch Thermoplaste als Matrixwerkstoff möglich.
CFK kommt besonders dort zum Einsatz, wo für eine geringe Masse und gleichzeitig hohe Steifigkeit die erhöhten Kosten in Kauf genommen werden. Beispiele sind Fahrradrahmen, Angelruten, Ruderboote und Zubehör, Walking-Stöcke, Druckgasbehälter und Foils bei Tragflügelbooten.
2022 betrug die weltweite Produktion von CFK 107.000 Tonnen und es wird bis 2026 mit einer Steigerung auf 157.000 gerechnet.

## Beschreibung
CFK besteht aus Kohlenstofffasern, die in eine Matrix aus Kunstharz eingebettet sind. Dabei profitieren die mechanischen Eigenschaften des ausgehärteten Verbunds vor allem von der Zugfestigkeit und der Steifigkeit der Kohlenstofffasern. Die Matrix verhindert, dass sich die Fasern unter Belastung gegeneinander verschieben. Dazu muss die Matrix auf der Faser haften, ansonsten versagen die Bauteile durch Faser-pull-out. Da der Verbundwerkstoff vor allem von den Eigenschaften des Fasermaterials profitiert, wird meist ein möglichst hoher Faservolumenanteil angestrebt – möglichst viel Faser, möglichst wenig Matrix, keine Lufteinschlüsse oder Hohlräume, jedoch soll alle Faseroberfläche mit Matrix benetzt sein.
Die Festigkeit und die Steifigkeit eines aus CFK hergestellten Materials sind in Faserrichtung wesentlich höher als quer zur Faserrichtung. Quer zur Faser ist die Festigkeit geringer als bei einer unverstärkten Matrix. Deshalb werden z. T. einzelne Faserlagen in verschiedenen Richtungen verlegt. Die Faserrichtungen werden vom Konstrukteur festgelegt, um eine gewünschte Festigkeit und Steifigkeit zu erreichen. Die gesamte Auslegung eines Bauteils wird meist mittels Berechnung nach der klassischen Laminattheorie unterstützt.
Kohlenstofffasern haben im Vergleich zu Werkstoffen wie Stahl eine deutlich geringere Dichte (~ Faktor 4,3). Ihre gewichtsspezifische Steifigkeit in Faserrichtung ist, je nach Fasertyp, etwas (ca. 10–15 %) oder sogar deutlich (ungefähr Faktor 2) höher als die von Stahl.
Auf diese Weise entsteht ein sehr steifer Werkstoff, der sich besonders für Anwendungen mit einer Hauptbelastungsrichtung eignet, bei denen es auf eine geringe Masse bei gleichzeitig hoher Steifigkeit ankommt. Häufig müssen Faserverbund-Bauteile, um dieselben Kräfte wie ein entsprechendes Metall-Bauteil auszuhalten, voluminöser entworfen werden, was den Gewichtsvorteil reduziert.

## Anwendungen

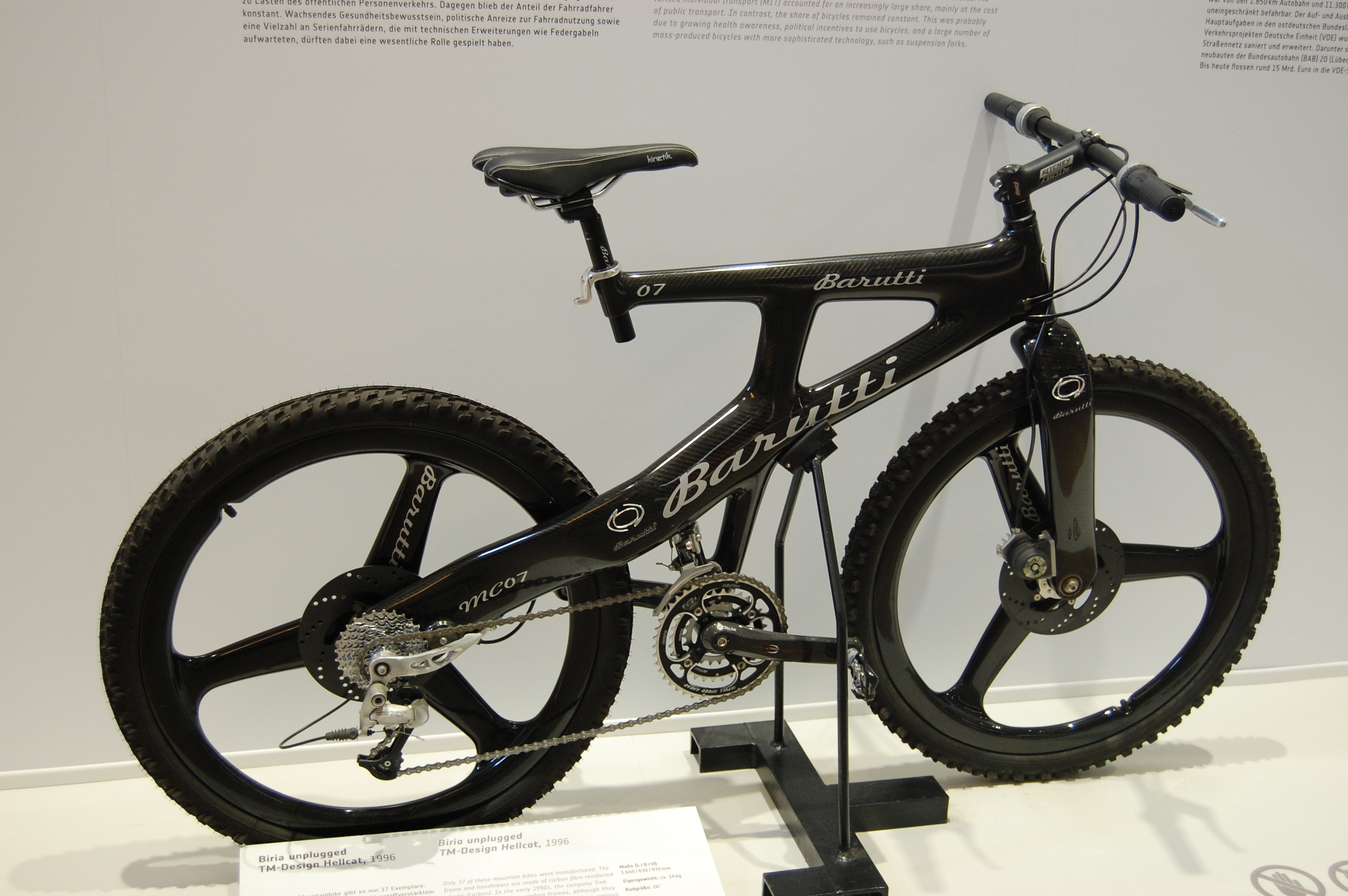
Das Mountainbike Biria unplugged von 1998

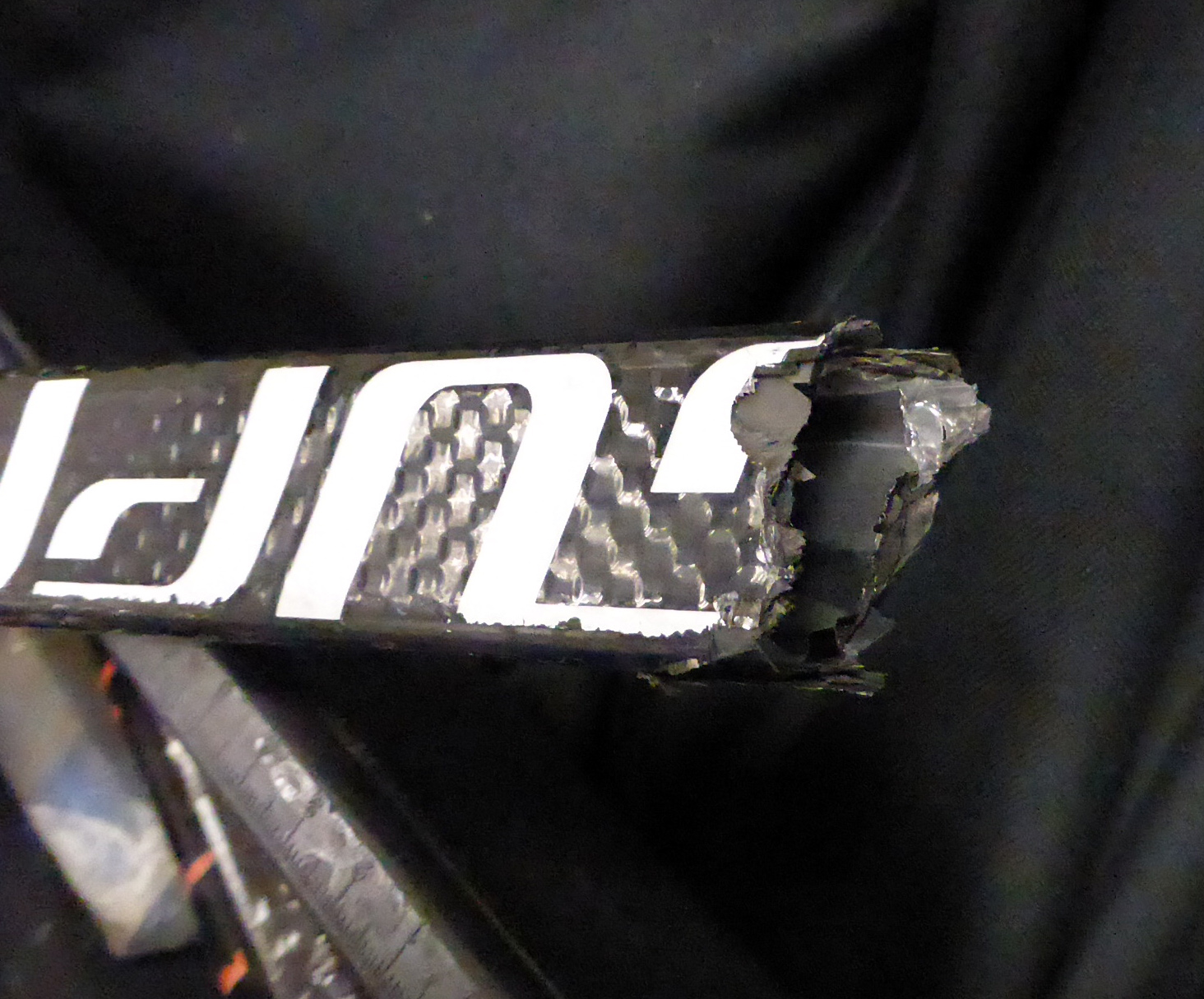
Eishockeyschläger, zerbrochen.

Bauteile aus faserverstärkten Materialien sind teuer in der Herstellung verglichen mit Metallbauteilen gleicher Belastbarkeit. Daher kommen sie vor allem in Bereichen zum Einsatz, in denen ihre Vorteile (meist Gewichtseinsparung) ein mindestens entsprechend hohes Kosten-Einspar-Potential bewirken:
- Luft- und Raumfahrt;
- Windkraftanlage;
- Fahrzeugbau;
- gewichtsoptimierte Drohnenbauteile, meist mittels additiver Fertigung (3-D-Druck) hergestellt;
- Maschinenbau (z. B. Roboterarme, Torsionsscheiben, Zug-Druck-Streben, Kupplungsscheiben, Gehäuse);
- im Bauwesen wird CFK als Bewehrung von Betonbauteilen verwendet oder in Form von Lamellen oberflächlich oder in Schlitze auf die Bauteiloberfläche geklebt, um Bauwerke zu verstärken.

Mitunter wird die Gewichtseinsparung auch durch andere Interessen gestützt, wie z. B. bequemere Handhabung oder langsamere Ermüdung des Benutzers:
- Aktivrollstühle
- Sportgeräte wie Fahrradrahmen, Speedskates, Tennisschläger, Snowboards und Angelruten.
- Sportpfeile
- Im Flugmodellbau wird CFK sowohl als Verstärkung (z. B. Tragflächenholm) als auch als Material zum Bau von besonders hochwertigen und leistungsfähigen Flugmodellen verwendet.

Von einigen Automobilherstellern werden vor allem aus ästhetischen Gründen Elemente der Fahrzeuginnenausstattung aus Carbon oder in Carbon-Optik angeboten. Oftmals wird hierbei nur die oberste Schicht eines Bauteils mit Carbon beschichtet, da die mechanischen Eigenschaften des Werkstoffes nicht benötigt werden und so die Kosten reduziert werden können.
Als Filament für das 3D-Druckverfahren Fused  Deposition Modeling wird kohlenstofffaserverstärkter Kunststoff (als Filament: Polyamid-CF) aufgrund seiner hohen Festigkeit und Reißlänge insbesondere für die Produktion von stabilen, aber leichten Werkzeugen und Teilen verwendet.
Seit den frühen 2000er Jahren werden auch Streichinstrumente aus Carbon gefertigt, die klanglich mit den Eigenschaften herkömmlicher, aus Holz gefertigten Instrumenten mithalten können und gleichzeitig witterungsstabiler und robuster sind.

## Fertigungsverfahren

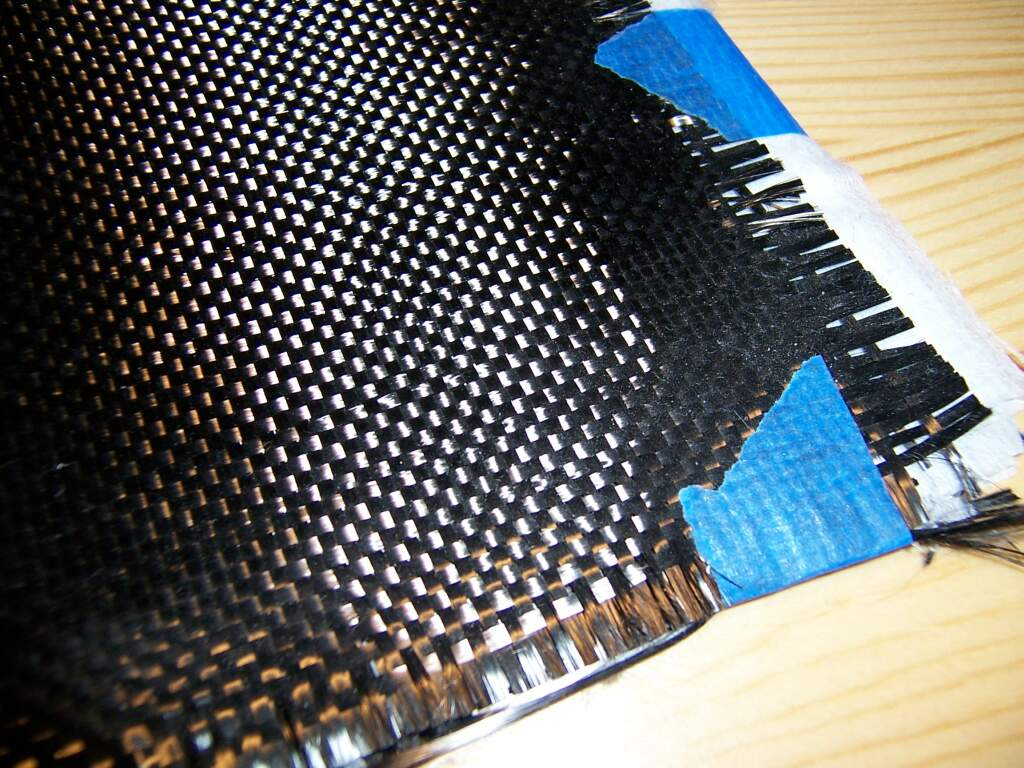
Kohlenstofffasergewebe zur Herstellung von CFK

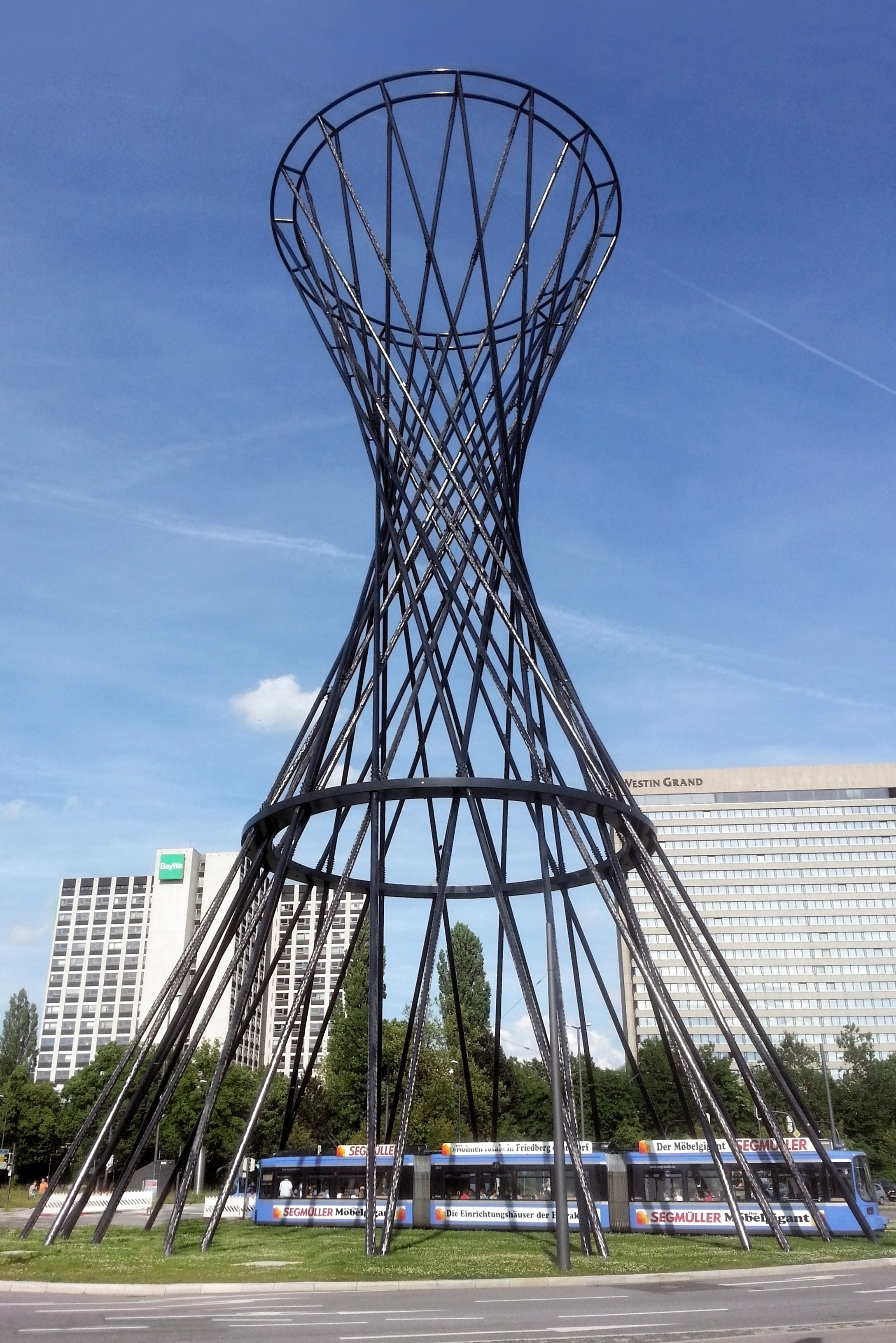
Die Skulptur Mae West in München ist aus CFK-Rohren mit einem Durchmesser von etwa 25 cm aufgebaut (Sockel bis 15,5 m aus CFK-umwickeltem Stahl).

Die Fertigungsverfahren entsprechen denen von glasfaserverstärktem Kunststoff (GFK). Es werden vor allem Verfahren eingesetzt, mit denen sich hochwertige Faserverbunde herstellen lassen (Prepreg im Press- oder Autoklavverfahren, Faserwickeln, Infusions- oder RTM-Verfahren). CFK-Handlaminate kommen dagegen fast ausschließlich im Kleinserienbau und in der Einzelfertigung zur Anwendung, da hiermit nur geringere Faservolumenanteile erzielt werden können.
Für eine möglichst große Steifigkeit ist ein hoher Faservolumenanteil erwünscht. Lufteinschlüsse vermindern die Bindung der Matrix an die Faser und bringen Kerbspannungen in das Laminat ein. Unter Belastung können sich einzelne Luftblasen verbinden und zu Delaminationen, d. h. lokales Ablösen der einzelnen Schichten voneinander, führen. Des Weiteren kann die Luftfeuchtigkeit in den Blasen bei niedrigen Temperaturen an der Blasenwand gefrieren. Aufgrund des höheren spezifischen Volumens des Eises kann dies in feinen Poren der Blasenwand zur Entstehung eines Risses führen. Daher streben Herstellungsverfahren von CFK ein von Luftblasen freies Produkt an.
Man unterscheidet im Rahmen der Fertigung Wet Carbon und Dry Carbon. Die beiden Bezeichnungen beziehen sich einerseits auf den Herstellungsprozess und beschreiben andererseits die unterschiedliche Optik. Beim Wet Carbon wird die Beschichtung des Materials mit einem speziellen Harz durchgeführt, was optisch zu einem glänzend-nassen Aussehen führt. Im Vergleich dazu zeichnet sich Dry Carbon bereits unmittelbar nach der Herstellung durch einen trockenen Look aus. Dieser entsteht, weil das Carbon nicht äußerlich beschichtet, sondern das Harz im Prepreg-Verfahren in das Geflecht der Carbonfaser integriert wird. Dry Carbon ist fester und bis zu 70 % leichter im Vergleich zu Wet Carbon, dafür in der Herstellung aber auch aufwendiger und damit teurer.

### Kohlenstofffaserverstärkter Kohlenstoff
Wenn als Kunststoffmatrix Phenolharz verwendet und die Matrix anschließend bei Temperaturen von 800–900 °C unter Schutzgas (Stickstoff) pyrolysiert wird, kann eine neue Werkstoffklasse, der kohlenstofffaserverstärkte Kohlenstoff (engl. carbon-fiber-reinforced carbon, CFC, CRC bzw. CFRC), erschlossen werden. Phenolharz zeigt hierbei eine Kohlenstoffausbeute > 50 Gew.-%, wodurch eine poröse Carbonmatrix entsteht. Diese ist durch die Carbonfasern verstärkt. Durch wiederholtes Imprägnieren und Pyrolysieren mit Phenolharz oder anderen Materialien mit hoher Kohlenstoffausbeute, beispielsweise Flüssigpeche, kann der poröse Anteil gefüllt und die Kohlenstoffmatrix mit jeder Imprägnier- und Pyrolysestufe dichter gemacht werden.
Die poröse Matrixstruktur kann auch über eine Gasphasenpyrolyse kohlenstoffhaltiger Gase aufgefüllt werden. Dieser Prozess ist jedoch langwieriger als der Flüssigphaseninfiltrationsprozess mit anschließender Pyrolyse.

## Gesundheitsrisiken
Die mechanische Bearbeitung von CFK, insbesondere die spanabhebende (sägen, fräsen, bohren, schleifen etc.), erzeugt Kohlenstofffaserpartikel, die krebserzeugend wirken können.

„Mit dem steigenden Einsatz von CFK ist die Zunahme von Klebverbindungen zur Gewährleistung fasergerechten Fügens eng verknüpft. Allerdings bedarf es stellenweise spanabtragender Verfahren, um klebbare Flächen herzustellen. Die dabei entstehenden Kohlenstofffaserpartikel gelten als potenziell krebserregend, sodass die Notwendigkeit entsprechender Arbeitssicherheitsvorkehrungen entsteht.“

Laut Experten der Bundeswehr sollen durch einen Brand von CFK Fasern freigesetzt werden, die eine Wirkung vergleichbar mit Asbest haben könnten. Eine Gefahr bestünde hier vor allen Dingen für Helfer an Unfallorten, wie etwa Feuerwehrleute oder Polizisten. Einen Umkreis von ca. 300 Metern um einen Unfall mit brennendem CFK nennt ein Experte als Richtwert.